# Gøge
Gøge (Cuculidae) er en familie af fugle, der fortrinsvis er udbredt i de tropiske områder af Jorden. Lidt over en tredjedel af de cirka 150 arter er kendt for at være redeparasitter. I Danmark er gøgen (Cuculus canorus) almindelig, mens tre andre arter er truffet nogle få gange.
Gøge bliver her opfattet som den eneste familie i ordenen gøgefugle. Andre autoriteter har især tidligere inkluderet turakoer, der nu placeres i sin egen orden Musophagiformes.

## Fællestræk
I størrelse svinger gøgene mellem en spurvs og en ravns. Halen er ofte lang og den aftager gradvist i længde fra midten og udefter. Fodens fjerde tå er en vendetå, således at to tæer vender fremad og to vender tilbage. De fleste arter af gøge opholder sig hovedsageligt i træerne, men nogle arter færdes dog udelukkende på jorden. Føden er overvejende animalsk.
Knap 60 arter af gøge lever som redeparasitter og bygger ikke selv rede, men lægger æg i andre fugles reder. Hovedparten af disse arter tilhører den gamle verdens gøge i tribusen Cuculini. Mange andre arter bygger dog rede og her deltager begge køn i rugningen og opfostringen af ungerne.
Gøge er udbredt i alle verdensdele, bortset fra Antarktis, men er hyppigst i troperne.

## Underfamilier og slægter
De 147 arter af gøge deles taksonomisk i 32 slægter, fordelt på fem underfamilier. Desuden er to arter uddøde indenfor de sidste 300 år: sneglegøg (Coua delalandei) fra Madagaskar og Nannococcyx psix fra Sankt Helena.
Eksempler på slægter (og arter):
- Slægt: Crotophaga (3 arter)
  - Ani - Crotophaga ani
  - Stor ani - Crotophaga major
  - Furenæbbet ani - Crotophaga sulcorostris
- Slægt: Geococcyx (2 arter)
  - Jordgøg - Geococcyx velox
  - Stor jordgøg - Geococcyx californiensis
- Slægt: Coua (10 arter)
  - Blå silkegøg - Coua caerulea
  - Løbesilkegøg - Coua cursor
  - Stor silkegøg - Coua gigas
  - Sneglegøg - Coua delalandei †
  - Olivensilkegøg - Coua coquereli
  - Rødbrystet silkegøg - Coua serriana
  - Mørkbrystet silkegøg - Coua reynaudii
  - Brunkronet silkegøg - Coua ruficeps
  - Toppet silkegøg - Coua cristata
  - Lille silkegøg - Coua verreauxi
- Slægt: Centropus (28 arter)
  - Sporegøg - Centropus senegalensis
  - Andamansporegøg - Centropus andamanensis
- Slægt: Clamator (4 arter)
  - Skadegøg - Clamator glandarius
  - Jacobinergøg - Clamator jacobinus
  - Akacieskadegøg - Clamator levaillantii
  - Rødvinget skadegøg - Clamator coromandus
- Slægt: Coccyzus (13 arter)
  - sortnæbbet gøg
- Slægt: Cuculus (11 arter)
  - Gøg - Cuculus canorus
  - Skovgøg - Cuculus saturatus
  - Lille gøg - Cuculus poliocephalus
  - Eremitgøg - Cuculus solitarius
  - Sortgøg - Cuculus clamosus
  - Kortvinget gøg - Cuculus micropterus
  - Lille skovgøg - Cuculus lepidus
  - Afrikansk gøg - Cuculus gularis
  - Orientgøg - Cuculus optatus
  - Sulawesigøg - Cuculus crassirostris
  - Madagaskargøg - Cuculus rochii

- Slægt: Chrysococcyx (13 arter)
  - Guldgøg - Chrysococcyx caprius
  - Gulbuget gøg - Chrysococcyx cupreus
  - Gulstrubet bronzegøg - Chrysococcyx flavigularis
  - Hvidbuget smaragdgøg - Chrysococcyx klaas
  - Grøn bronzegøg - Chrysococcyx maculatus
  - Violet bronzegøg - Chrysococcyx xanthorhynchus
  - Rødgumpet bronzegøg - Chrysococcyx basalis
  - Bronzegøg - Chrysococcyx lucidus
  - Rødvinget bronzegøg - Chrysococcyx meyerii
  - Lille bronzegøg - Chrysococcyx minutillus
  - Hvidbrynet bronzegøg - Chrysococcyx osculans
  - Rødstrubet bronzegøg - Chrysococcyx ruficollis
  - Langnæbbet gøg - Chrysococcyx megarhynchus

## Billeder
|                                  |
| Hvidbrynet sporegøg fra Tanzania |

|                                                                                  |
| Blå silkegøg er en gøgeart fra Madagaskar. Her fotograferet i en tysk fuglepark. |

|                                                                                    |
| Grøn bronzegøg (Chrysococcyx maculatus) fra Asien har en metalglinsende fjerdragt. |